# مارتین پادار
مارتین پادار (استونیایی: Martin Padar؛ زادهٔ ۱۱ آوریل ۱۹۷۹) جودوکار اهل استونی بود.
وی در مسابقات کشوری و بین‌المللی در مجموع برندهٔ ۱ مدال طلا، ۱ مدال نقره، ۴ مدال برنز شده‌است.